# 3585 Goshirakawa
3585 Goshirakawa (1987 BE) là một tiểu hành tinh vành đai chính được phát hiện ngày 28 tháng 1 năm 1987 bởi Niijima, T. và Urata, T. ở Ojima.